# اچ‌اس‌دابلیوام‌اس لوک (۱۸۶۹)
اچ‌اس‌دابلیوام‌اس لوک (۱۸۶۹) (به انگلیسی: HSwMS Loke (1869)) یک کشتی بود که طول آن ۶۴٫۴ متر (۲۱۱ فوت ۳ اینچ) بود. این کشتی در سال ۱۸۶۹ ساخته شد.